# Plebejus microsephyrus
Plebejus microsephyrus är en fjärilsart som beskrevs av Ruggero Verity 1935. Plebejus microsephyrus ingår i släktet Plebejus och familjen juvelvingar. Inga underarter finns listade i Catalogue of Life.